# França
Françoaldo Sena de Souza známý jako França (* 2. březen 1976) je bývalý brazilský fotbalista.

## Reprezentační kariéra
França odehrál za brazilský národní tým v letech 2000–2002 celkem 8 reprezentačních utkání a vstřelil v nich 1 gól.

## Statistiky
| Brazílie | Brazílie | Brazílie |
| Roky     | Záp.     | Góly     |
| -------- | -------- | -------- |
| 2000     | 6        | 1        |
| 2001     | 0        | 0        |
| 2002     | 2        | 0        |
| Celkem   | 8        | 1        |